# クィントゥス・ラロニウス
クィントゥス・ラロニウス（ラテン語: Lucius Vinicius、生没年不明）は紀元前1世紀中期・後期の共和政ローマの政治家・軍人。紀元前33年に補充執政官（コンスル・スフェクトゥス）を務めた。

## 出自
ラロニウスはイタリア南端のカラブリアのヒッポニウム出身である。ラテン系ではなく、先祖に高位政務官職を務めたものがいないノウス・ホモであった。

## 経歴
第二回三頭政治の間、ラロニウスはオクタウィアヌスを支持した。紀元前35年、セクストゥス・ポンペイウスがシキリア属州で反乱を起こすが、ラロニウスはマルクス・ウィプサニウス・アグリッパの下で戦った。オクタウィアヌスの艦隊が敗北すると、ラロニウスは3個軍団を率いて、メッサナの宿営地にいるルキウス・コルニフィキウスを救援するよう命じられた。ラロニウスはエトナ山で、包囲からなんとか逃れたコルニフィキウスと合流し、彼を安全な場所まで護送した。ラロニウスはこのときにインペラトール（勝利将軍）の称号を得ているが、凱旋式を実施することはできなかった。
紀元前33年10月1日、ラロニウスは離職した補充執政官ガイウス・フォンテイウス・カピトに代わって補充執政官に任命された。この年にオクタウィアヌスが二度目の執政官に就任したが（1日のみで辞職）、イタリアの他の都市に影響力を持つ人物を登用していた。ラロニウスはまた、ヒッポニウムの元老院から、監察官権限を持つ司法官の一人に任命された可能性もある。

## 参考資料

### 古代の資料
- Broughton R. Magistrates of the Roman Republic. - New York, 1952. - Vol. II.
- Sheppard, Si, Actium 31 BC: Downfall of Antony and Cleopatra (2009)
- Wells, Colin Michael, The Roman Empire (1995)